# Escalera de Jacob

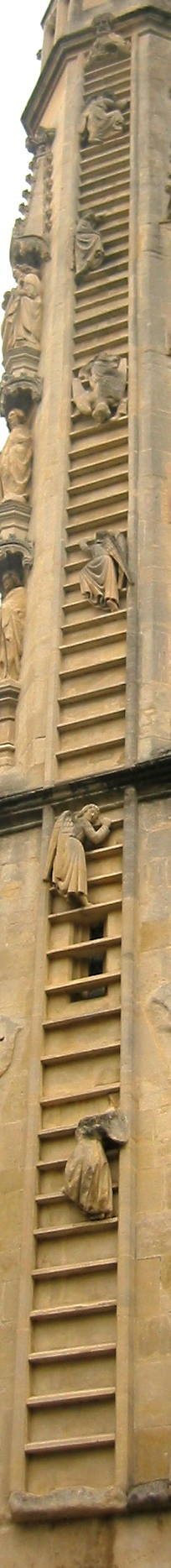
La Escalera de Jacob representada en la fachada oeste de la Abadía de Bath.

La escalera de Jacob (en hebreo סֻלָּם sullām, «escalera») es una estructura mencionada en la Biblia (Génesis 28,11-19) por la que los ángeles ascendían al cielo y descendían a la tierra. Se le apareció al patriarca Jacob en un sueño, tras huir después de enfrentarse con su hermano Esaú:

11 Llegando a cierto lugar, se dispuso a hacer noche allí, porque ya se había puesto el sol. Tomó una de las piedras del lugar, se la puso por cabezal, y acostóse en aquel lugar. 12 Y tuvo un sueño; soñó con una escalera apoyada en tierra, y cuya cima tocaba los cielos, y he aquí que los ángeles de Dios subían y bajaban por ella. 13 Y vio que Yahveh estaba sobre ella, y que le dijo: «Yo soy Yahveh, el dios de tu padre Abraham y el dios de Isaac. La tierra en que estás acostado te la doy para ti y tu descendencia. 14 Tu descendencia será como el polvo de la tierra y te extenderás al poniente y al oriente, al norte y al mediodía; y por ti se bendecirán todos los linajes de la tierra; y por tu descendencia. 15 Mira que yo estoy contigo; te guardaré por donde quiera que vayas y te devolveré a este solar. No, no te abandonaré hasta haber cumplido lo que te he dicho.» 16 Despertó Jacob de su sueño y dijo: «¡Así pues, está Yahveh en este lugar y yo no lo sabía!» 17 Y asustado dijo: «¡Qué temible es este lugar! ¡Esto no es otra cosa sino la casa de Dios y la puerta del cielo!» 18 Levantóse Jacob de madrugada, y tomando la piedra que se había puesto por cabezal, la erigió como estela y derramó aceite sobre ella. 19 Y llamó a aquel lugar Bethel, aunque el nombre primitivo de la ciudad era Luz.

## Interpretaciones
Los comentaristas clásicos del judaísmo ofrecen diferentes interpretaciones para el episodio de la Escalera de Jacob:
- De acuerdo con la tradición del Midrásh, la escalera simboliza los exilios que el pueblo judío sufriría antes de la llegada del Mesías. Un primer ángel representa los 70 años de exilio en Babilonia; el siguiente representa el exilio en Persia, y otro más, el exilio en Grecia. El último ángel, que representa el exilio final en Roma o Edom (identificado con el propio Esaú), asciende y asciende hacia el cielo; pese al miedo de Jacob a no poder librarse nunca de la dominación de Esaú, Dios le garantiza que algún día también él caerá.
- Otra interpretación de la escalera acentúa el hecho de que los ángeles primero ascienden y luego descienden. Así el Midrásh explica que Jacob, como hombre santo, estaba siempre acompañado de ángeles. Al alcanzar la frontera de Canaán (la futura tierra de Israel), los ángeles asignados a defenderla volvieron al Cielo, mientras que los de otras tierras descendieron de él para conocerlo. Cuando Jacob volvió a Canaán (Génesis 32:2-3), es saludado por los ángeles asignados a Tierra Santa.
- El lugar en el que Jacob se detuvo a descansar se cree que coincide con el monte Moriá, donde se construyó el Templo de Jerusalén[cita requerida]. Así pues, la Escalera simbolizaría el "puente" entre el Cielo y la Tierra, establecido a través del pacto entre Dios y el pueblo judío, y fortificado por las oraciones y sacrificios realizados en el Templo. Además, la escalera representaría a la Torá, como un nuevo vínculo entre cielo y tierra. El término hebreo para "escalera", sulam - סלם - y el de la montaña en que se dictó la Torá (el Monte Sinaí) - סיני - tiene la misma gematría (valor numérico de las letras que las componen).
- La interpretación cristiana de la Escalera de Jacob se basa en Juan 1:51 ("51 Y le añadió: «En verdad, en verdad os digo: veréis el cielo abierto y a los ángeles de Dios subir y bajar sobre el Hijo del hombre.»");[2] de acuerdo con esta lectura, Jesucristo es esa escalera que comunica el Cielo y la Tierra, al ser al mismo tiempo hijo de Dios y de los hombres.

## Influencia
El himno cristiano del siglo XIX "Nearer, My God, to Thee", escrito por la poetisa inglesa Sarah Flower Adams hace referencia a la escalera de Jacob en su tercer coro:

There let the way appear steps unto heav'n

All that Thou sendest me in mercy giv'n

Angels to beckon me nearer, my God, to Thee
La senda siga yo, que al cielo va

Por gozo o por dolor quiero ir allá

Un ángel venga a mí, mi D-ios, para llevarme a Ti.

Este himno es reconocido pues, según el mito, fue la última melodía interpretada por Wallace Hartley y su banda durante el hundimiento del RMS Titanic.